# Lygus hesperus
Lygus hesperus är en insektsart som beskrevs av Knight 1917. Lygus hesperus ingår i släktet Lygus och familjen ängsskinnbaggar. Inga underarter finns listade i Catalogue of Life.